# Pharmacie vétérinaire

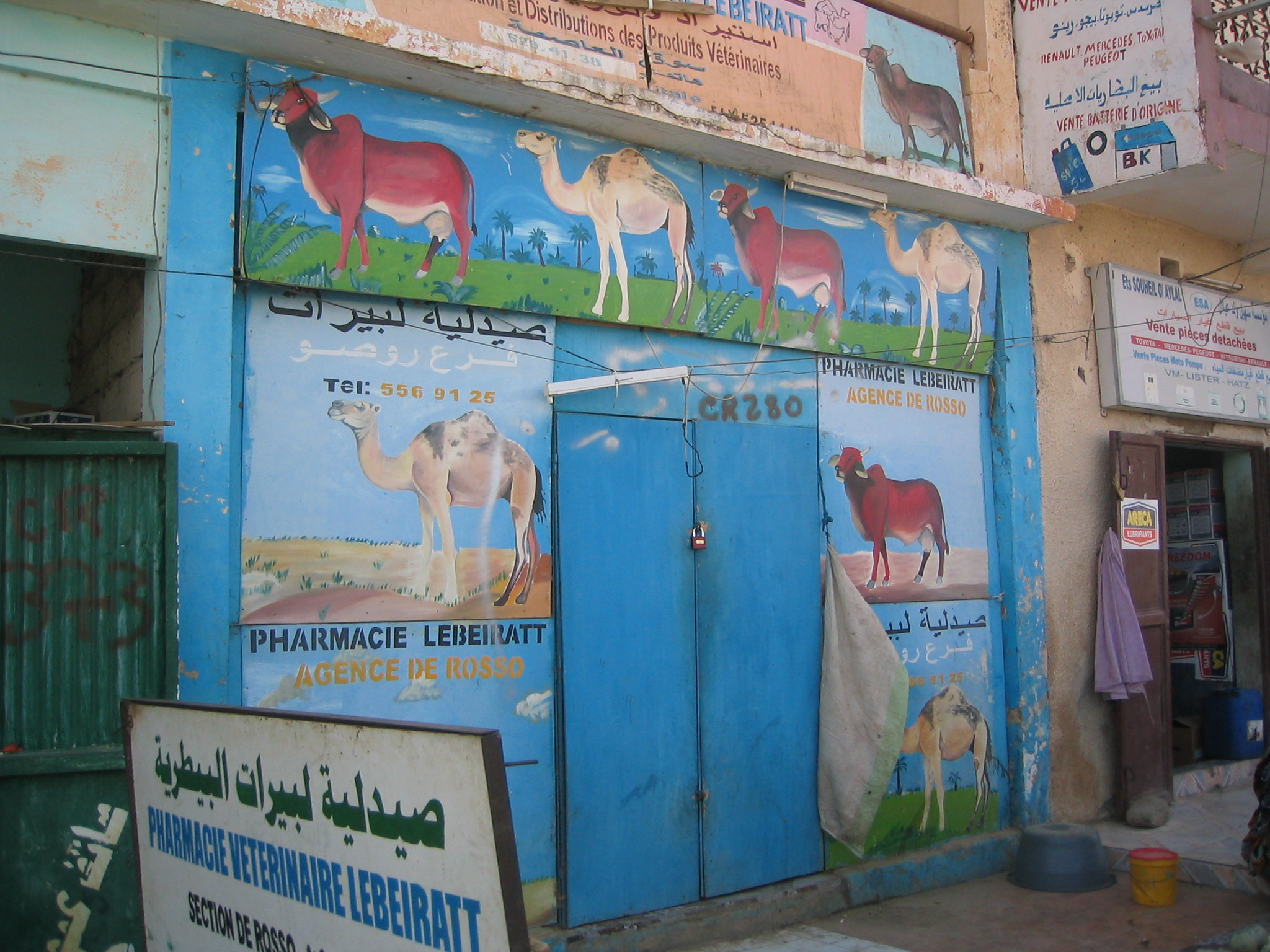
Une pharmacie vétérinaire à Rosso, dans la région du Trarza en Mauritanie

Selon le premier article de la loi du 4 juillet 2001 « La pharmacie vétérinaire porte sur la préparation, l’importation, l’exportation, la vente, la détention et la délivrance de médicaments vétérinaires et de dispositifs médicaux pour usage vétérinaire ».